# Luckycloud
luckycloud ist ein deutscher Filehosting-Dienst (auch Cloud Storage genannt), der sich auf datenschutzkonforme Cloud-Speicherlösungen für Privatpersonen und Unternehmen spezialisiert hat. Das gleichnamige Unternehmen luckycloud GmbH hat seinen Sitz in Berlin. Die Dienste werden ausschließlich auf ihren Servern in Deutschland betrieben und richten sich an Nutzer, die Wert auf DSGVO-Konformität, Sicherheit und Datensouveränität legen. Lösungen von luckycloud wurden wiederholt als sichere Alternative zu Dropbox, Google Drive und Microsoft Anwendungen bezeichnet.

## Geschichte
luckycloud wurde 2015 von Luc Mader gegründet. Idee entstand aus einer Plattform für Studierende an der Hochschule für Technik und Wirtschaft in Berlin, die nach einer sicheren Alternative zu bestehenden Cloud-Diensten suchten. Ziel war es, eine datenschutzfreundliche Lösung zu entwickeln, die den Anforderungen der europäischen Datenschutz-Grundverordnung (DSGVO) entspricht. Das Unternehmen verfolgt eine konsequente Strategie zur Vermeidung von Lock-in-Effekten (auch Vendor-Lock-in), Anbieterabhängigkeit, der Stärkung digitaler Selbstbestimmung und der Förderung offener Standards. Damit will sich luckycloud als Gegenentwurf zu den datenökonomisch geprägten Angeboten großer Plattformanbieter positionieren. Alle Produkte basieren auf Open-Source-Technologien sowie Open-Source-Eigenentwicklungen.

## Funktionen
Das Portfolio von luckycloud umfasst neben modularen Cloud-Lösungen auch Kommunikationsdienste wie Unternehmens-Chat, Video-Meeting und E-Mail-Dienste. luckycloud bietet Funktionen zur Dateiablage, Synchronisation, Team-Zusammenarbeit, verschlüsselten Kommunikation und webbasierten Textbearbeitung.
Cloud-Speicher: luckycloud bietet Cloud-Speicher mit Ende-zu-Ende-Verschlüsselung und Datenversionierung an. Die Daten werden ausschließlich in ISO 27001-zertifizierten Rechenzentren in Deutschland gespeichert. Nutzer können die Speicherkapazität individuell anpassen und haben über Clients und Apps Zugriff über alle gängigen Betriebssysteme. Verfügbare Versionen sind One, Teams, Business und Enterprise.
Video-Meeting-Lösungen: Eine Video-Meeting-Plattform auf Basis von Open-Source-Technologien ermöglicht datenschutzkonforme Online-Meetings.
Unternehmenschat: Der Unternehmenschat von luckycloud bietet eine Kommunikationsplattform für Teams mit Funktionen wie Gruppen-Chats, Dateiübertragungen und Integrationen in andere Dienste, um die Zusammenarbeit innerhalb von Organisationen zu unterstützen.
Mail und Kalender: Der E-Maildienst von luckycloud ermöglicht DSGVO-konforme E-Mail, Kalender und Kontaktsynchronisation sowie verschlüsselte Übertragung und sichere Speicherung in der Cloud.

## Sicherheit und Datenschutz
Ein zentrales Merkmal von luckycloud ist der Fokus auf Sicherheit und Datenschutz.

### Ende-zu-Ende-Verschlüsselung
Ein Sicherheitsmerkmal ist die clientseitige Ende-zu-Ende-Verschlüsselung, bei der vor der Übertragung alle Daten auf den Endgeräten der Nutzer verschlüsselt werden. In der Folge hat selbst der Anbieter keine technische Möglichkeit für einen Zugriff auf die gespeicherten Inhalte hat. Der verwendete AES-256-Standard gilt als einer der sichersten Verschlüsselungsalgorithmen. Der Quellcode der Clients ist offen zugänglich.

### Daten-Synchronisierung
Der luckycloud Sync-Client ist eine Open-Source-Eigenentwicklung zur automatischen Synchronisation lokaler Daten mit der Cloud-Infrastruktur. Der Client ermöglicht Nutzern die vollständige Kontrolle über den Datenaustausch. Mit der AES256/CBC-Methode werden die Daten auf dem PC verschlüsselt, bevor sie in die Cloud synchronisiert werden. Werden die Daten über den Browser in die Cloud geladen, greift eine Sicherung über das TLS-Protokoll. Die Anwendung ist plattformübergreifend und für die Betriebssysteme Windows, macOS und Linux sowie als mobile Anwendung für Android und iOS verfügbar.

### Zero-Knowledge-Prinzip
luckycloud arbeitet nach dem Zero-Knowledge-Prinzip, was bedeutet, dass das Unternehmen keinen Zugriff auf die Daten der Nutzer hat. Die Schlüsselhoheit liegt vollständig bei den Nutzern und es werden keine Dateischlüssel oder Passwörter auf den Servern gespeichert. Das gewährleistet, dass weder luckycloud Mitarbeiter noch unbefugte Dritte auf die gespeicherten Daten zugreifen können.

### Versionierung und Backups
Umfassende Möglichkeiten zur Wiederherstellung älterer Dateiversionen mittels Snapshots schützen vor Datenverlusten und Ransomware-Angriffen.

### Rechenzentrumsstandorte in Deutschland
Die Daten der Nutzer werden ausschließlich in hochverfügbaren und ISO 27001-zertifizierten Rechenzentren in Deutschland gespeichert. Das stellt sicher, dass die Daten den deutschen Datenschutzgesetzen, der Datenschutzgrundverordnung (DSGVO) unterliegen und vor unbefugtem Zugriff geschützt sind. Die Rechenzentren sind zudem mit einer Backup-Infrastruktur ausgestattet, die eine hohe Verfügbarkeit du Ausfallsicherheit gewährleistet.

### Open-Source-Ansatz
Der Einsatz von Open-Source-Software ist ein weiteres Merkmal, das luckycloud von proprietären Cloud-Anbietern abhebt. Sämtliche Dienste und Anwendungen basieren auf quelloffenen Lösungen, die Transparenz und Nachvollziehbarkeit gewährleisten. Durch den Open-Source-Ansatz können unabhängige Experten den zugrunde liegenden Code überprüfen und Sicherheitslücken oder Schwachstellen frühzeitig zu identifizieren.

### Hybrid Cloud Ansatz
Das System erlaubt den Aufbau hybrider Cloud-Infrastrukturen, bei denen lokale Server mit der Cloudlösung kombiniert werden – ein Modell, das derzeit besonders bei sicherheitsbewussten Unternehmen und im öffentlichen Sektor Anwendung findet.

## Verbreitung und Anwendungsgebiete
Lösungen von luckycloud werden in zahlreichen Branchen eingesetzt, darunter Bildung, Gesundheitswesen, Kommunalverwaltung, Industrie und Forschung. Zu den bekannten Anwendern zählen das Klinikum Darmstadt, zahlreiche Schulen sowie Banken und Sparkassen, Landkreise wie Görlitz und Gütersloh, die Lüneburger Heide, große Unternehmen wie die Deutsche Bahn sowie mittelständische Unternehmen. Die Lösung eignet sich durch ihren modularen Aufbau sowohl für Einzelanwender als auch für Institutionen mit komplexen Anforderungen.
In unabhängigen Vergleichen wird luckycloud regelmäßig für seine konsequente Datenschutzstrategie, seine Sicherheitsfeatures und Nutzerfreundlichkeit gelobt. In Tests von Fachmagazinen wird luckycloud als empfehlenswerter Cloud-Speicher mit zuverlässigem Support sowohl für Privatnutzer als auch für Unternehmen hervorgehoben.
Das Portal Trusted.de hebt insbesondere die Modularität und die transparente Kommunikation des Unternehmens hervor. Auch bei Chip.de und Starting-up.de zählt luckycloud zu den bestbewerteten deutschen Cloud-Anbietern.
Auf Trustpilot erzielt der Anbieter hohe Bewertungen in Bezug auf Kundenzufriedenheit, Supportqualität und technische Stabilität.

## Weblink
- Offizielle Website